# Бой у Шербура
Бой у Шербура — морской бой времён Гражданской войны в США между шлюпом северян «Кирсардж» и рейдером южан «Алабама», произошедший 19 июня 1864 года недалеко от Шербура, Франция.

## Предыстория
В самом начале Гражданской войны в США (1861—1865) руководство Конфедерации стало прилагать большие усилия, чтобы нарушить коммерческое судоходство федералистов. Каперские операции не возымели действия и уже после 1861 года сошли на нет. В связи с этим южане сделали ставку на действия рейдеров, которые, как и их экипаж, в отличие от каперских кораблей, состояли на военной службе.
Наибольшую известность в связи с таким родом действий конфедератов получил парусно-паровой шлюп CSS Alabama, построенный в 1862 году в английском Ливерпуле. Его водоизмещение составляло 1050 тонн, и он мог развивать скорость до 15 узлов. С самого начала командование было поручено южанину Рафаэлю Семсу. Большинство команды составляли иностранцы, среди которых значительно преобладали англичане.
Действия «мятежного пирата», как его прозвали северяне, «достигли невероятного по тем временам размаха», причинив транспортному судоходству противника большой урон. За два года команда CSS Alabama захватила более 65 судов, причинив ущерб на сумму 6 млн долларов. Рост страховых тарифов в результате нападений южан составил 900 %. Современный исследователь Дэвид Росс назвал «Алабаму», возможно, самым известным судном Гражданской войны в США.
В связи с таким размахом в 1863 году против рейдера были направлены два североамериканских корабля, одним из которых был USS Kearsarge. Построенный в 1861 году паровой шлюп имел 1030 тонн водоизмещения и, таким образом, был почти одних размеров с рейдером противника. За два года военных действий корабль южан был сильно потрёпан и требовал ремонта.
«Алабама» 11 июня 1864 года повернул в гавань Шербура. Капитан Семс намеревался поставить свой корабль в сухой док и провести ремонт во французском порту (после 22 месяцев беспрерывного плавания). Экипаж корабля насчитывал примерно 149 человек. Вооружение рейдера составляли шесть 32-фунтовых пушек и два тяжёлых поворотных орудия: 8-дюймовая 110-фунтовая гладкоствольная пушка и 7-дюймовая 68-фунтовая нарезная пушка.
«Алабаму» в течение двух лет преследовал винтовой шлюп северян «Кирсардж» под командованием капитана Джона Уинслоу, вооружённый двумя 11-дюймовыми гладкоствольными пушками Дальгрена, четырьмя 32-фунтовыми пушками и одним 30-фунтовым орудием Паррота. Экипаж «Кирсарджа» насчитывал около 163 матросов и офицеров.
14 июня «Кирсардж» догнал «Алабаму», когда она встала на ремонт. Поскольку «Алабама» находилась в нейтральном порту, шлюп северян не мог её атаковать там и потому заблокировал «Алабаме» выход из Шербура. Оба командира кораблей готовились к бою. 19 июня на «Алабаме», которой больше некуда было идти, был поднят флаг Конфедеративных Штатов Америки, после чего рейдер вышел из гавани, чтобы атаковать «Кирсардж». «Алабаму» сопровождал французский броненосец «Куронь», задача которого заключалась в том, чтобы убедиться, что последующее сражение произойдёт за пределами французской гавани.

## Ход боя
Капитан Уинслоу развернул корабль для боя и поднял флаг ВМС США. Бой начался, когда расстояние между кораблями сократилось до 1000 ярдов (910 м). За сражением на французском побережье наблюдали сотни людей. В конце концов, после чуть более чем часа артиллерийской перестрелки, «Алабама» получила пробоины ниже ватерлинии и начала тонуть. «Кирсардж» продолжал огонь, пока не был замечен белый флаг, поднятый рукой одного из моряков Конфедерации. Капитан «Алабамы» Семс отправил лодку к капитану Уинслоу с сообщением о капитуляции.
Около тридцати человек с «Алабамы» были спасены британской яхтой «Дирхаунд», в их числе капитан Рафаэль Семс и четырнадцать его офицеров. Вместо того, чтобы доставить захваченных конфедератов на «Кирсардж», англичане взяли курс на Саутгемптон, что позволило капитану Семсу избежать плена.